# Дзюбаревич Захар
Дзюбаревич Захар  (кін. XVII ст. — 1-ша пол. XVIII ст.) — український поет і композитор. Син козака Гадяцького полку. Вихованець Києво-Могилянської академії. 

## Біографія
Навчався в Києво-Могилянській академії. 
1722 брав участь у Перському поході московського війська та українських козаків до берегів Каспійського моря на боці Персії проти Туреччини. Про це написав «Псалму терковску та бербенинску» (1722). 
Уклав зі своїх та чужих творів рукописну поетичну збірку релігійного і світського змісту (1728-1730), яка тепер зберігається в Державному історичному музеї в Москві.
Автор музики до власних текстів. Мова творів Дзюбаревича наближена до народної — книжна українська. Йому приписують пісню «От нещасної долі головонька в мене болить», створену у стилі народно-ліричних наспівів із використанням танцювальних елементів. У збірці вміщено ноти до пісень «Скажи мені, соловейку, правду», «Ой біда, біда мні, чайці-небозі» (слова якої, за деякими дослідниками, написав Іван Мазепа), «Ой коли любиш» та ін.